# Rūdkhāneh Solţānī
Rūdkhāneh Solţānī (persiska: رودخانه سلطانی) är en ort i Iran.   Den ligger i provinsen Kerman, i den sydöstra delen av landet, 900 km sydost om huvudstaden Teheran. Rūdkhāneh Solţānī ligger 2 076 meter över havet och antalet invånare är 122.
Terrängen runt Rūdkhāneh Solţānī är huvudsakligen platt, men norrut är den kuperad. Runt Rūdkhāneh Solţānī är det glesbefolkat, med 12 invånare per kvadratkilometer. Närmaste större samhälle är Bāft, 18,2 km norr om Rūdkhāneh Solţānī. Omgivningarna runt Rūdkhāneh Solţānī är i huvudsak ett öppet busklandskap.